# ConservativeHome
ConservativeHome è un sito di notizie britannico di orientamento conservatore, che supporta in modo indipendente il Partito Unionista. Fu fondato nel 2005 da Tim Montgomerie con l'obiettivo di intercettare un ampio spettro dell'opinione pubblica e della base elettorale conservatrice, sensibile ai temi della giustizia sociale e della sua declinazione con una sana ed equa concorrenza economica.

## Editori
ConservativeHome fu lanciato nel 2005 da Tim Montgomerie e dal deputato Samuel Coates in vista delle Elezioni generali nel Regno Unito. Nel luglio 2008, Coates lasciò il blog per diventare il logografo di David Cameron, che lo ha poi promosso a responsabile delle politiche e dell'immagine digitale del partito. Nel novembre 2008, Jonathan Isaby fu assunto come condirettore. Nel 2009, Paul Goodman, ex parlamentare conservatore della circoscrizione di Wycombe, fu nominato direttore esecutivo di ConservativeHome.
Nel febbraio 2013, Montgomerie annunciò che avrebbe lasciato il sito nell'aprile dello stesso anno per ssumere il ruolo di editorialista di The Times. Goodman gli succedette nella veste di come montatore, mentre nel maggio 2013 Mark Wallace subentrò a quest'ultimo come direttore esecutivo.

## Posizioni
Il sito svolse un primario ruolo di coordinamento delle correnti interne ai Tory che avversavano l'azione di Michael Howard di abolire la regola del "voto unico" nelle primarie del 2005 del Partito Conservatore.
ConservativeHome si espresse in modo critico nei confronti dell'A-list dei nominativi candidabili al Parlamento di Londra, voluta da Cameron e tenuta dall'ufficio elettorale centrale del partito. Ritenendo che l'ex leader del Partito conservatore Cameron stesse correndo il pericolo di perdere consensi fra gli elettori della classe operaia, lo persuase ad assumere impegni specifici sul taglio delle tasse.
La stampa descrisse il sito come la prima fonte ad aver rivelato i nomi dei candidati nella "lista A" per le primarie del 2005, oltre a aver pubblicato la loro profilatura più accurata. Il presidente del partito conservatore Francis Maude affermò che il sito era «l'unico posto per scoprire cosa sta succedendo».
ConservativeHome si schierò per il sì alla Brexit, durante il referendum del 2016.
Il sito registra un podcast quindicinale con il parlamentare conservatore Jacob Rees-Mogg, chiamato The Moggcast.

## Business
Nel settembre 2009, l'allora vicepresidente del Partito conservatore Lord Ashcroft acquisì il 57,5% delle quote azionaria di in PoliticsHome, la società proprietaria di ConservativeHome che gestiva il sito. Nel 2011, Ashcroft cedette PoliticsHome a Dods Parliamentary Communications Ltd, la società editrice londinese che pubblica The House Magazine, l'annuale Dod's Parliamentary Companion e The Parliament Magazine.
Nel 2017, il sito dichiarava di avere più di due milioni di visitatori unici all'anno.

## Controversie
Nell'agosto 2006, Inigo Wilson, un collaboratore del sito descritto come uno che gestisce gli affari sociali delle grandi compagnie telefoniche, pubblicò un articolo satirico intitolato A Lefty Lexicon, destando le reazioni della comunità islamica. I membri della Muslim Public Affairs Committee UK (MPACUK) scoprirono che Wilson lavorava per le pubbliche relazioni di Orange ed esercitarono pressioni sulla compagnia perché fosse licenziato. Inizialmente sospeso per i suoi commenti, Wilson fu poi reintegrato nel suo posto.
Nel febbraio 2012, ConservativeHome chiese di rimuovere Andrew Lansley dalla carica di Segretario di Stato per la salute e gli affari sociali del Regno Unito e di accantonare il suo progetto di legge per la riforma dell'assistenza sociale.

## ConservativeHomeUSA
Nel 2010, fu lanciato  ConservativeHomeUSA, la versione americana del sito, a cura di Ryan Streeter e Montgomerie. Fra i collaboratori del sito si ricordano: John Thune, Roger Bate, Herbert London, David Frum e personaggi dei media che sono comparse dei think-tank repubblicani e conservatori. Il sito annunciò la chiusura il 17 maggio 2012.

## Staff
- Lord Ashcroft - proprietario
- Paul Goodman - direttore
- Tim Montgomerie - fondatore ed ex redattore
- Mark Wallace - direttore esecutivo
- Iain Dale - ediitorialista